# Lista de cerimônias do Brit Awards
Este artigo lista os apresentadores, locais e vencedores do Brit Awards de 1977, incluindo a apresentação do prêmio Jubileu de Prata de 1977, e de 1982 até os dias atuais.

## Década de 2020
2020
Apresentação: Jack Whitehall

Local: The O2 Arena, Londres, Inglaterra

Transmissão: ITV
- Álbum do Ano: Dave – Psychodrama
- Canção do Ano: Lewis Capaldi – "Someone You Loved"
- Estrela em Ascensão: Celeste
- Cantor: Stormzy
- Cantora: Mabel
- Grupo do Ano: Foals
- Artista Revelação do Ano: Lewis Capaldi
- Cantor Internacional: Tyler, the Creator
- Cantora Internacional: Billie Eilish
- Produtor do Ano: Fred Again

## Década de 2010
2019
Apresentação: Jack Whitehall

Local: The O2 Arena, Londres, Inglaterra

Transmissão: ITV
- Álbum Britânico do Ano: The 1975 – A Brief Inquiry into Online Relationships
- Produtor do Ano: Calvin Harris
- Single Britânico: Calvin Harris & Dua Lipa – "One Kiss"
- Vídeo Britânico do Ano: Little Mix com part. de Nicki Minaj – "Woman Like Me"
- Cantor Britânico: George Ezra
- Cantora Britânica: Jorja Smith
- Grupo Britânico: The 1975
- Revelação Britânica: Tom Walker
- Cantor Internacional: Drake
- Cantora Internacional: Ariana Grande
- Grupo Internacional: The Carters
- Prêmio Escolha da Crítica: Sam Fender
- Sucesso Global: Ed Sheeran
- Contribuição Excepcional: P!nk

2018
Apresentação: Jack Whitehall

Local: The O2 Arena, Londres, Inglaterra

Transmissão: ITV
- Álbum Britânico do Ano: Stormzy – Gang Signs & Prayer
- Single Britânico do Ano: Rag'n'Bone Man – "Human"
- Vídeo Britânico do Ano: Harry Styles – "Sign of the Times"
- Produtor Britânico do Ano: Steve Mac
- Artista Revelação Britânico: Dua Lipa
- Cantor Britânico: Stormzy
- Cantora Britânica: Dua Lipa
- Grupo Britânico: Gorillaz
- Cantor Internacional: Kendrick Lamar
- Cantora Internacional: Lorde
- Grupo Internacional: Foo Fighters
- Prêmio Escolha da Crítica: Jorja Smith
- Prêmio Sucesso Global: Ed Sheeran

2017
Apresentação: Dermot O'Leary e Emma Willis

Local: The O2 Arena, Londres, Inglaterra

Transmissão: ITV
- Álbum Britânico do Ano: David Bowie – Blackstar
- Single Britânico do Ano: Little Mix – Shout Out to My Ex
- Vídeo Britânico do Ano: One Direction – History
- Artista Revelação Britânico: Rag'n'Bone Man
- Cantora Britânica: Emeli Sandé
- Cantor Britânico: David Bowie
- Grupo Britânico: The 1975
- Cantora Internacional: Beyoncé
- Cantor Internacional: Drake
- Grupo Internacional: A Tribe Called Quest
- Prêmio Escolha da Crítica: Rag'n'Bone Man
- Prêmio Sucesso Global: Adele
- Ícone Britânico: Robbie Williams

2016
Apresentação: Ant & Dec

Local: The O2 Arena, Londres, Inglaterra

Transmissão: ITV
- Álbum Britânico do Ano: Adele – 25
- Single Britânico do Ano: Adele – Hello
- Vídeo Britânico do Ano: One Direction – Drag Me Down
- Artista Revelação Britânico: Catfish and the Bottlemen
- Cantora Britânica: Adele
- Cantor Britânico: James Bay
- Grupo Britânico: Coldplay
- Produtor Britânico do Ano: Charlie Andrew
- Cantora Internacional: Björk
- Cantor Internacional: Justin Bieber
- Grupo Internacional: Tame Impala
- Prêmio Escolha da Crítica: Jack Garratt
- Prêmio Sucesso Global: Adele
- Prêmio Ícone: David Bowie

2015
Apresentação: Ant & Dec

Local: The O2 Arena, Londres, Inglaterra

Transmissão: ITV
- Álbum Britânico do Ano: Ed Sheeran – x
- Single Britânico do Ano: Mark Ronson com part. de Bruno Mars – "Uptown Funk"
- Vídeo Britânico do Ano: One Direction – "You & I"
- Artista Revelação Britânico: Sam Smith
- Cantora Britânica: Paloma Faith
- Cantor Britânico: Ed Sheeran
- Grupo Britânico: Royal Blood
- Produtor Britânico do Ano: Paul Epworth
- Cantora Internacional: Taylor Swift
- Cantor Internacional: Pharrell Williams
- Grupo Internacional: Foo Fighters
- Prêmio Escolha da Crítica: James Bay
- Prêmio Sucesso Global: Sam Smith

2014
Apresentação: James Corden

Local: The O2 Arena, Londres, Inglaterra

Transmissão: ITV
- Álbum Britânico do Ano: Arctic Monkeys – AM
- Produtor Britânico do Ano: Flood & Alan Moulder
- Single Britânico do Ano: Rudimental – "Waiting All Night"
- Vídeo Britânico do Ano: One Direction – "Best Song Ever"
- Artista Revelação Britânico: Bastille
- Cantora Britânica: Ellie Goulding
- Cantor Britânico: David Bowie
- Grupo Britânico: Arctic Monkeys
- Cantora Internacional: Lorde
- Cantor Internacional: Bruno Mars
- Grupo Internacional: Daft Punk
- Prêmio Escolha da Crítica: Sam Smith
- Prêmio Sucesso Global: One Direction
- Prêmio Ícone: Elton John

2013
Apresentação: James Corden

Local: The O2 Arena, Londres, Inglaterra

Transmissão: ITV
- Álbum Britânico do Ano: Emeli Sandé – Our Version of Events
- Single Britânico do Ano: Adele – "Skyfall"
- Artista Revelação Britânico: Ben Howard
- Cantora Britânica: Emeli Sandé
- Cantor Britânico: Ben Howard
- Grupo Britânico: Mumford & Sons
- Artista Britânico Ao Vivo: Coldplay
- Produtor Britânico do Ano: Paul Epworth
- Cantora Internacional: Lana Del Rey
- Cantor Internacional: Frank Ocean
- Grupo Internacional: The Black Keys
- Prêmio Escolha da Crítica: Tom Odell
- Prêmio Sucesso Global: One Direction
- Reconhecimento Especial: War Child

2012
Apresentação: James Corden

Local: The O2 Arena, Londres, Inglaterra

Transmissão: ITV
- Álbum Britânico do Ano: Adele – 21
- Single Britânico do Ano: One Direction – "What Makes You Beautiful"
- Artista Revelação Britânico: Ed Sheeran
- Cantora Britânica: Adele
- Cantor Britânico: Ed Sheeran
- Grupo Britânico: Coldplay
- Produtor Britânico do Ano: Ethan Johns
- Artista Revelação Internacional: Lana Del Rey
- Cantora Internacional: Rihanna
- Cantor Internacional: Bruno Mars
- Grupo Internacional: Foo Fighters
- Prêmio Escolha da Crítica: Emeli Sandé
- Contribuição Excepcional à Música: Blur

2011
Apresentação: James Corden

Local: The O2 Arena, Londres, Inglaterra

Transmissão: ITV
- Álbum Britânico do Ano: Mumford & Sons – Sigh No More
- Single Britânico do Ano: Tinie Tempah – "Pass Out"
- Artista Revelação Britânico: Tinie Tempah
- Cantora Britânica: Laura Marling
- Cantor Britânico: Plan B
- Grupo Britânico: Take That
- Produtor Britânico do Ano: Markus Dravs
- Álbum Internacional: Arcade Fire- The Suburbs
- Artista Revelação Internacional: Justin Bieber
- Cantora Internacional: Rihanna
- Cantor Internacional: CeeLo Green
- Grupo Internacional: Arcade Fire
- Prêmio Escolha da Crítica: Jessie J
- Reconhecimento Especial: Terry Wogan

2010
Apresentação: Peter Kay

Local: Earls Court

Transmissão: ITV
- Álbum Britânico do Ano: Florence and the Machine – Lungs
- Produtor Britânico do Ano: Paul Epworth
- Single Britânico do Ano: JLS – "Beat Again"
- Artista Revelação Britânico: JLS
- Cantora Britânica: Lily Allen
- Cantor Britânico: Dizzee Rascal
- Grupo Britânico: Kasabian
- Álbum Internacional: Lady Gaga – The Fame
- Artista Revelação Internacional: Lady Gaga
- Cantora Internacional: Lady Gaga
- Cantor Internacional: Jay Z
- Prêmio Escolha da Crítica: Ellie Goulding
- Contribuição Excepcional à Música: Robbie Williams
- Apresentação Ao Vivo no Brit Awards: Spice Girls – "Wannabe" / "Who Do You Think You Are"
- Álbum Britânico dos Últimos 30 Anos: Oasis – (What's the Story) Morning Glory?

## Década de 2000
2009
Apresentação: James Corden, Mat Horne e Kylie Minogue

Local: Earls Court

Transmissão: ITV
- Álbum Britânico do Ano: Duffy – Rockferry
- Single Britânico do Ano: Girls Aloud – "The Promise"
- Artista Revelação Britânico: Duffy
- Cantora Britânica: Duffy
- Cantor Britânico: Paul Weller
- Grupo Britânico: Elbow
- Artista Britânico Ao Vivo: Iron Maiden
- Produtor Britânico do Ano: Bernard Butler
- Álbum Internacional: Kings of Leon – Only By The Night
- Cantora Internacional: Katy Perry
- Cantor Internacional: Kanye West
- Grupo Internacional: Kings of Leon
- Prêmio Escolha da Crítica: Florence and the Machine
- Contribuição Excepcional à Música: Pet Shop Boys

2008
Apresentação: The Osbournes

Local: Earls Court

Transmissão: ITV
- Álbum Britânico do Ano: Arctic Monkeys – Favourite Worst Nightmare
- Single Britânico do Ano: Take That – "Shine"
- Artista Revelação Britânico: Mika
- Cantora Britânica: Kate Nash
- Cantor Britânico: Mark Ronson
- Grupo Britânico: Arctic Monkeys
- Artista Britânico Ao Vivo: Take That
- Álbum Internacional: Foo Fighters – Echoes, Silence, Patience & Grace
- Cantora Internacional: Kylie Minogue
- Cantor Internacional: Kanye West
- Grupo Internacional: Foo Fighters
- Prêmio Escolha da Crítica: Adele
- Contribuição Excepcional à Música: Paul McCartney

2007
Apresentação: Russell Brand

Local: Earls Court

Transmissão: ITV
- Álbum Britânico do Ano: Arctic Monkeys – Whatever People Say I Am, That's What I'm Not
- Single Britânico do Ano: Take That – "Patience"
- Artista Revelação Britânico: The Fratellis
- Cantor Britânico: James Morrison
- Cantora Britânica: Amy Winehouse
- Grupo Britânico: Arctic Monkeys
- Artista Britânico Ao Vivo: Muse
- Álbum Internacional: The Killers – "Sam's Town"
- Artista Revelação Internacional: Orson
- Cantora Internacional: Nelly Furtado
- Cantor Internacional: Justin Timberlake
- Grupo Internacional: The Killers
- Contribuição Excepcional à Música: Oasis

2006
Apresentação: Chris Evans

Local: Earls Court

Transmissão: ITV
- Álbum Britânico do Ano: Coldplay – X&Y
- Single Britânico do Ano: Coldplay – "Speed of Sound"
- Artista Revelação Britânico: Arctic Monkeys
- Cantora Britânica: KT Tunstall
- Cantor Britânico: James Blunt
- Grupo Britânico: Kaiser Chiefs
- Artista Britânico Ao Vivo: Kaiser Chiefs
- Artista Britânico de Rock: Kaiser Chiefs
- Artista Britânico de Urban: Lemar
- Artista Britânico de Pop: James Blunt
- Álbum Internacional: Green Day – American Idiot
- Artista Revelação Internacional: Jack Johnson
- Cantora Internacional: Madonna
- Cantor Internacional: Kanye West
- Grupo Internacional: Green Day
- Contribuição Excepcional à Música: Paul Weller

2005
Apresentação: Chris Evans

Local: Earls Court

Transmissão: ITV
- Álbum Britânico do Ano: Keane – Hopes and Fears
- Single Britânico do Ano: Will Young – "Your Game"
- Artista Revelação Britânico: Keane
- Cantora Britânica: Joss Stone
- Cantor Britânico: The Streets
- Grupo Britânico: Franz Ferdinand
- Artista Britânico Ao Vivo: Muse
- Artista Britânico de Rock: Franz Ferdinand
- Artista Britânico de Urban: Joss Stone
- Artista Britânico de Pop: McFly
- Álbum Internacional: Scissor Sisters – Scissor Sisters
- Artista Revelação Internacional: Scissor Sisters
- Cantora Internacional: Gwen Stefani
- Cantor Internacional: Eminem
- Grupo Internacional: Scissor Sistersv
- Prêmio Melhor Canção Britânica dos Últimos 25 Anos: Robbie Williams – "Angels"
- Contribuição Excepcional à Música: Bob Geldof

2004
Apresentação: Cat Deeley

Local: Earls Court

Transmissão: ITV
- Álbum Britânico do Ano: The Darkness – Permission to Land
- Single Britânico do Ano: Dido – "White Flag"
- Artista Revelação Britânico: Busted
- Cantora Britânica: Dido
- Cantor Britânico: Daniel Bedingfield
- Grupo Britânico: The Darkness
- Melhor Artista Britânico de Dance: Basement Jaxx
- Melhor Artista Britânico de Rock: The Darkness
- Melhor Artista Britânico de Urban: Lemar
- Melhor Artista Britânico de Pop: Busted
- Álbum Internacional: Justin Timberlake – Justified
- Artista Revelação Internacional: 50 Cent
- Cantora Internacional: Beyoncé
- Cantor Internacional: Justin Timberlake
- Grupo Internacional: The White Stripes
- Contribuição Excepcional à Música: Duran Duran